# Spermophilus erythrogenys
Spermophilus erythrogenys är en däggdjursart som beskrevs av Brandt 1841. Spermophilus erythrogenys ingår i släktet Spermophilus och familjen ekorrar. Inga underarter finns listade i Catalogue of Life.

## Taxonomi
De flesta arterna i det tidigare släktet Spermophilus har efter DNA-studier konstaterats vara parafyletiska med avseende på präriehundar, släktet Ammospermophilus och murmeldjur. Detta släkte har därför delats upp i flera släkten. Kvar i Spermophilus finns endast den gamla världens sislar, som denna art.

## Beskrivning
Pälsen på ryggsidan varierar från ljust gråockra till mörkt brunockra med ljusare hårspetsar. Huvudet är i samma färg, dock har nosens ovandel rödare toner. Arten blir upp till 28 cm lång, med en upp till 6,5 cm lång svans.

## Ekologi
Habitaten består av halvöknar och torra stäpper. Arten kan gå upp till 2 100 m i bergen. Bona är enkla men djupa; kan förläggas så djupt som 3,5 m. Vinterdvalan inleds i augusti till början av september, och avslutas i slutet av mars till april. I ökenområden kan arten även ha en inaktivitetsperiod under sommaren.
Födan är övervägande vegetabilisk, och varierande med årstiderna. På våren tar den mycket rötter, för att under sommaren förtära mera saftiga växtdelar och även frön. Frödelen av födan ökar mot hösten. En viss mängd animalisk föda kan även ingå i kosten.
Kullstorleken är 7 till 9 ungar.

## Utbredning
Utbredningsområdet omfattar östra Kazakstan, västra Sibirien till de autonoma regionerna Xinjiang och Inre Mongoliet i Kina. Den förekommer även i flera isolerade områden i Mongoliet.

## Status
IUCN kategoriserar arten globalt som livskraftig, och populationen är stabil. Man betraktar ändå habitatförlust till följd av att ökande del av utbredningsområdet används som betesmark, jakttryck, torka och minskande vattenresurser som potentiella hot.